# Wałerij Werhuszin
Valerij Verhušin, mk. Валериј Верхушин (ur. 10 marca 1960, zm. 6 stycznia 2017) – radziecki i macedoński zapaśnik, olimpijczyk. Dziesiąty na igrzyskach w roku 1996 (Atlanta). Zajął 21. miejsce na mistrzostwach świata w 1997. Brązowy medalista mistrzostw Europy w 1996. Drugi w Pucharze Świata w 1990 roku.

## Letnie Igrzyska Olimpijskie 1996 w Atlancie
| Konkurencja            | Runda I                 | Runda II              | Ćwierćfinały       | Półfinały  | IV Runda Repasaży       | Klas. końcowa |
| Konkurencja            | Przeciwnik              | Przeciwnik            | Przeciwnik         | Przeciwnik | Przeciwnik              | Miejsce       |
| ---------------------- | ----------------------- | --------------------- | ------------------ | ---------- | ----------------------- | ------------- |
| -74 kg w stylu wolnym) | Reinold Ozoline (AUS) W | Boris Budayev (UZB) W | Takuya Ota (JPN) L | → Repasaże | Plamen Paskalev (BGR) L | 10.           |